# Камінська сільська рада (Кролевецький район)
Камі́нська сільська́ ра́да — колишній орган місцевого самоврядування у Кролевецькому районі Сумської області. Адміністративний центр — село Камінь.

## Загальні відомості
- Населення ради: 996 осіб (станом на 2001 рік)

## Населені пункти
Сільській раді були підпорядковані населені пункти:
- с. Камінь
- с. Заруддя
- с. Морозівка

## Склад ради
Рада складалася з 12 депутатів та голови.
- Голова ради: Борщ Юрій Григорович
- Секретар ради: Руденко Ірина Андріївна

### Керівний склад попередніх скликань
| Прізвище, ім'я, по батькові | Основні відомості                                                         | Дата обрання | Дата звільнення |
| --------------------------- | ------------------------------------------------------------------------- | ------------ | --------------- |
| Борщ Юрій Григорович        | Сільський голова, 1965 року народження, освіта вища, безпартійний         | 26.03.2006   | 31.10.2010      |
| Борщ Юрій Григорович        | Сільський голова, 1965 року народження, освіта вища, член Партії регіонів | 31.10.2010   |                 |

Примітка: таблиця складена за даними сайту Верховної Ради України